# Domgermain
Domgermain é uma comuna francesa na região administrativa de Grande Leste, no departamento de Meurthe-et-Moselle. Estende-se por uma área de 13,09 km². Em 2010 a comuna tinha 1 187 habitantes (densidade: 90,7 hab./km²).